# مریم رجوی
مریم رجوی (با نام تولد مریم قَجَر عَضُدانلو؛ زادهٔ ۱۳ آذر ۱۳۳۲) سیاستمدار ایرانی و رئیس‌جمهور منتخب شورای ملی مقاومت ایران است. وی به همراه همسرش، مسعود رجوی، رهبری سازمان مجاهدین خلق ایران را به عهده دارند. شورای ملی مقاومت ایران که بازوی سیاسی سازمان مجاهدین خلق و گروه‌های متحد با آن سازمان است، رجوی را به عنوان «رئیس‌جمهور منتخب مقاومت ایران برای دوران انتقال» انتخاب کرده‌است. طرح ده ماده‌ای مریم رجوی برای دوران بعد از براندازی جمهوری اسلامی، بیانگر دیدگاه‌ها و راهبردهای شورای ملی مقاومت برای آینده ایران است.

## زندگی‌نامه
مریم قجر عضدانلو در یک خانواده متوسط در تهران زاده شد. وی پس از گذراندن تحصیلات ابتدایی و متوسطه، در رشته مهندسی متالورژی از دانشگاه صنعتی شریف فارغ‌التحصیل شد. وی از نوجوانی فعالیت سیاسی خود را آغاز کرد و به سازمان مجاهدین خلق ایران پیوست. پس از پیروزی انقلاب (۱۳۵۷) فعالیت‌های خود را با سازمان مجاهدین ادامه داد و به عنوان یکی از مسئولان بخش اجتماعی سازمان فعالیت می‌کرد.
در سال ۱۳۵۸ از سوی سازمان مجاهدین خلق ایران و شورای معرفی نامزدهای انقلابی و ترقی‌خواه به عنوان یکی از کاندیداهای تهران برای اولین انتخابات مجلس معرفی شد؛ و در این انتخابات بیش از ۲۲۱٫۰۰۰ رای به‌دست آورد.
مریم رجوی در سال ۱۳۶۱ از ایران خارج شد و پس از کردستان ایران، ابتدا در آلمان و سپس در فرانسه به فعالیت خود ادامه داد. در اسفند ۱۳۶۳ مسعود رجوی که در آن زمان مسئول اول سازمان بود او را به عنوان همردیف مسئول اول معرفی کرد. وی از سال ۱۳۶۵ به بعد فرماندهی نظامی حملات علیه جمهوری اسلامی را بر عهده داشت و در مرداد سال ۱۳۶۷ در عملیات «فروغ جاویدان» فرمان حمله و آتش علیه نیروهای نظامی حکومت ایران را صادر کرد.
مریم رجوی از سال ۱۳۷۲ به عنوان رئیس‌جمهور منتخب مقاومت ایران از سوی شورای ملی مقاومت انتخاب شد. بر اساس مصوبه شورای ملی مقاومت ایران، پس از براندازی حکومت جمهوری اسلامی تا راه‌اندازی مجلس مؤسسان و گزینش رئیس‌جمهور، ریاست‌جمهور موقت کشور مریم رجوی خواهد بود.

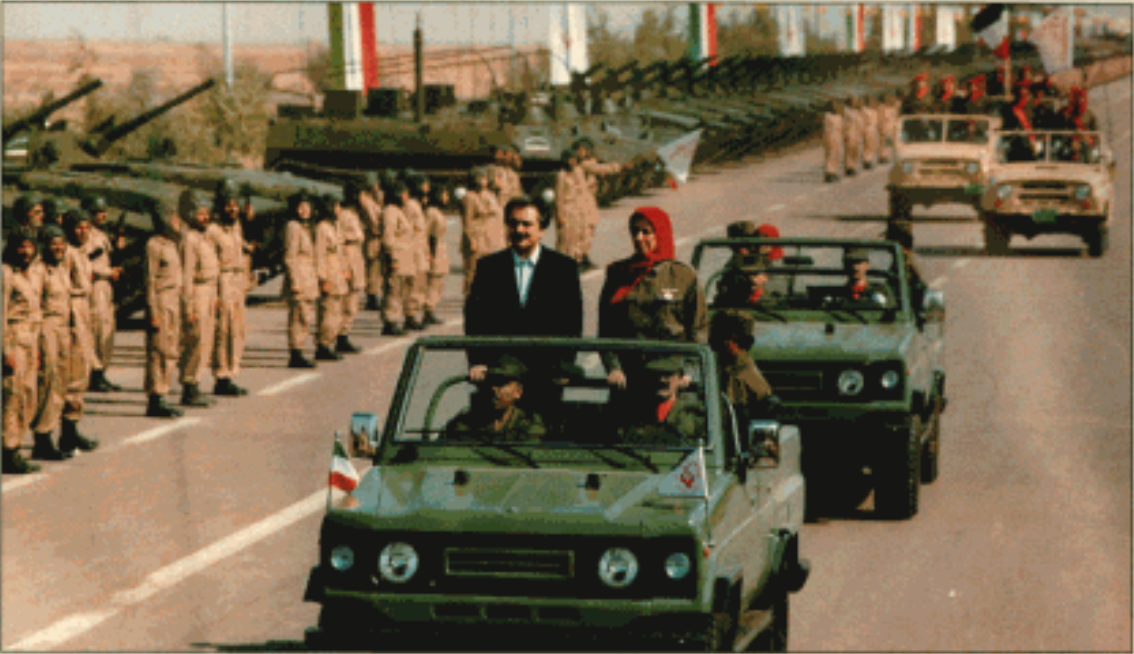
بازدید مریم و مسعود رجوی از رژهٔ ارتش آزادی‌بخش ملی ایران - پاییز ۱۳۷۰

مریم رجوی سال ۱۳۷۳ از عراق راهی فرانسه شد و پس از دو سال فعالیت در عرصه جهانی در سال ۱۳۷۵ به عراق (قرارگاه اشرف سابق) بازگشت.
در ۱۷ ژوئن ۲۰۰۳ برابر با ۲۷ خرداد ۱۳۸۲ شمسی طی عملیات نیروهای فرانسوی علیه پایگاه‌های مجاهدین در پاریس در یک زد و بند با حکومت ایران که پس از آن افشا گردید، وی دستگیر شد و در ۳ ژوئیه ۲۰۰۳ با رای دادگاه آزاد گردید. روز بعد روزنامه لیبراسیون در این باره نوشت: «تز «آبسه تروریستی خطرناک» علیه سازمان مجاهدین خلق ایران و مریم رجوی با توجه به داده‌های به دست آمده، لنگ می‌زند».
مریم رجوی طی اطلاعیه‌ای گفت: «این پیروزی عدالت و مقاومت علیه زد و بند و شکست شیطان‌سازی و به رسمیت شناختن مشروعیت مقاومت علیه فاشیسم مذهبی است.»

## طرح ده ماده‌ای ایران فردا
مریم رجوی با طرح ۱۰ ماده‌ای (طرح ایران فردا) دیدگاه‌ها و راهبردهای شورای ملی مقاومت و مقاومت ایران برای ایران آزاد فردا را ارائه کرده‌است.
در طرح ۱۰ ماده‌ای، رجوی تعهد خود را به اعلامیه جهانی حقوق بشر و سایر اسناد بین‌المللی اعلام کرده‌است. وی همچنین خواستار لغو مجازات اعدام، ایجاد یک نظام حقوقی مدرن و استقلال قضائیه و همزیستی مسالمت آمیز، روابط با همه کشورها و احترام به منشور سازمان ملل متحد است. پایان دادن به ساخت سلاح‌های هسته‌ای از دیگر مواد این طرح است.
مریم رجوی مخالف حجاب اجباری است و در سخنرانی‌های مختلف خود برای لغو حجاب اجباری فراخوان داده‌است. وی به نقش فعال زنان در جامعه در تمامی زمینه‌ها و برابری زنان با مردان معتقد است، و در سخنرانی‌های مختلف خود از جمله سخنرانی ۲۳ فوریه ۲۰۱۰ (۴ اسفند ۱۳۸۸) در پارلمان اروپا دیدگاه‌ها و نظرات خود را در این زمینه ایراد کرده‌است.

### حمایت‌های بین‌المللی
در ژوئن ۲۰۲۰، اکثریت اعضای مجلس نمایندگان ایالات متحده در «قطعنامه دو حزبی» از مریم رجوی، شورای ملی مقاومت ایران و یک «ایران سکولار و دموکراتیک» حمایت کرده و «تروریسم دولتی ایران» را محکوم کردند. در این قطعنامه ۲۲۱ قانونگذار، ضمن حمایت از طرح ۱۰ ماده‌ای رجوی خواستار جلوگیری از «فعالیت‌های مخرب نمایندگی‌های دیپلماتیک رژیم ایران» شدند.
در بهمن ۱۴۰۱ تام مک‌کلینتاک و چند تن دیگر از نمایندگان کنگره آمریکا، ضمن معرفی قطعنامه ۱۰۰ مجلس نمایندگان آمریکا با امضاء ۲۲۳ نماینده، از برنامه ده ماده‌ای مریم رجوی برای برقراری یک جمهوری دمکراتیک و غیرهسته‌ای و مبتنی بر جدایی دین از دولت حمایت نمودند.
بیش از صد تن از رهبران پیشین جهان در ۳۱ اردیبهشت ۱۴۰۲ نامه‌ای خطاب به رئیس‌جمهور ایالات متحده آمریکا و همتایانش در کانادا، بریتانیا و اروپا را امضا کردند و در آن حمایت خود را از طرح ۱۰ ماده‌ای مریم رجوی اعلام کردند. آنها تأکید کردند: «ما می‌دانیم که برای چهار دهه، ائتلاف دموکراتیک شورای مقاومت ملی ایران (NCRI) پیوسته و خستگی‌ناپذیر برای تغییر دموکراتیک مبارزه کرده‌است.»
در ۲۳ ژوئن ۲۰۲۳ شش تن از رهبران پیشین جهان به مریم رجوی در پاریس پیوستند تا حمایت خود را از حق مردم ایران برای ایجاد یک جمهوری دموکراتیک اعلام کنند، آنها همچنین از طرح ده‌ماده‌ای مریم رجوی حمایت کردند.
در ۲۹ ژوئن ۲۰۲۴ ده‌ها هزار ایرانی با برگزاری تظاهراتی در برلین، از نقشه راه ده ماده‌ای مریم رجوی برای جمهوری دموکراتیک حمایت کردند.
۴۰۰۰ قانونگذار از ۵۰ کشور، از جمله ۳۴ اکثریت پارلمانی و همچنین ۱۳۷ رئیس سابق دولت یا وزیران، سفرا، سران سازمان‌های بین‌المللی به حمایت از طرح ۱۰ ماده‌ای مریم رجوی، حمایت از کانون‌های شورشی مجاهدین خلق و قرار گرفتن سپاه پاسداران در لیست سیاه پیوستند.
یک گروه فراحزبی با بیش از ۵۵۰ نماینده مجلس عوام و مجلس اعیان انگلستان در ماه مه ۲۰۲۵ از دولت انگلستان خواستند که سپاه پاسداران یک گروه تروریستی تلقی شود. نمایندگان از طرح ۱۰ ماده‌ای مریم رجوی برای پایان دادن به دیکتاتوری مذهبی و انتقال حاکمیت به نمایندگان مردم حمایت کردند.

## ارائه راه‌حل سوم، تغییر دموکراتیک در ایران
در دسامبر ۲۰۰۴  مریم رجوی طی یک سخنرانی در پارلمان اروپا راه حل سوم را اعلام کرد و گفت: «این رژیم بزرگترین چالش را برای جامعه بین المللی ایجاد می‌کند. در مواجهه با این چالش، دو گزینه مطرح شده است: رویکرد مماشات با رژیم آخوندی با هدف مهار آن ... گزینه دیگر سرنگونی رژیم آخوندی از طریق یک جنگ خارجی است،....ما می‌گوییم که گزینه سومی وجود دارد: تغییر رژیم توسط مردم و مقاومت سازمان‌یافته ایران. اگر موانع خارجی برداشته شود، مردم و مقاومت ایران آماده و قادر به تغییر رژیم هستند.»
در ۱۸ ژوئن ۲۰۲۵ مریم رجوی در پارلمان اروپا در استراسبورگ بار دیگر راه حل سوم را به عنوان تنها گزینه برای تغییر دموکراتیک در ایران مطرح کرد و گفت: «جنبش ما از دو دهه پیش پرچم راه‌حل سوم را در قبال مسئله ایران برافراشته است؛ یعنی راه‌حل، نه مماشات با آخوندهاست، نه جنگ و دخالت نظامی. بلکه تغییر دموکراتیک به‌دست مردم و مقاومت ایران است… طبق برنامه شورای ملی مقاومت، حداکثر تا شش‌ماه بعد از سرنگونی این رژیم، مجلس مؤسسان و قانون‌گذاری ملی در یک انتخابات آزاد، با رأی عمومی، مستقیم، مساوی و مخفی مردم ایران تشکیل می‌شود. به محض تشکیل این مجلس، کار شورای ملی مقاومت و دولت موقت برخاسته از آن پایان می‌یابد و مجلس مؤسسان باید به تدوین قانون اساسی جمهوری جدید بپردازد.»

## فعالیت‌های بین‌المللی
مریم رجوی طی اقامت خود در اروپا به کشورهای مختلف اروپایی سفر کرده و با مقامات این کشورها دیدار کرده‌است. از جمله می‌توان به سفر وی در اسفند ۱۳۸۸ به فنلاند اشاره نمود. او همچنین در فروردین ۱۳۸۹ به دعوت گروهی از پارلمانترهای آلمان به این کشور سفر نمود. از سفرهای دیگر مریم رجوی می‌توان به سفر ژوئیه ۲۰۲۳ و ژوئیه ۲۰۲۵ به ایتالیا و سفر اکتبر ۲۰۲۳ به بروکسل اشاره کرد.
مریم در ۱۵ دسامبر ۲۰۰۴ (۲۵ آذر ۱۳۸۳) به استراسبورگ سفر کرد و طی یک سخنرانی در پارلمان اروپا «راه حل سوم» را برای تغییر حکومت ایران توسط مردم و مقاومت ایران اعلام کرد.
در ۵ تیر ۱۳۸۹ در گردهمایی بزرگ ایرانیان در شهر تاورنی پاریس، مریم رجوی به ایراد سخنرانی پرداخت و به دولت ایران گفت که باید «گورش را گم کند». برخی خبرگزاری‌ها تعداد شرکت کنندگان در این مراسم را تا صد هزار تن گزارش کردند.
وی طی سفری به ایتالیا و سخنرانی در پارلمان این کشور ضمن تأکید بر مخالفت خود با سیاست مماشات غرب، به‌خصوص اروپا در قبال جمهوری اسلامی ایران، اظهار داشت که تنها راه حل واقعی برای ایران، تغییر دموکراتیک به‌دست مردم می‌باشد که وی از آن به‌عنوان «راه حل سوم» نام می‌برد.
مریم رجوی در ۹ فروردین ۱۳۸۹ خطاب به اجلاس وزیران خارجه G8 خواستار تحریم فوری و همه‌جانبه رژیم حاکم بر ایران شد. وی گفت: «تحریم این رژیم قرون وسطایی اولین قدم ضروری برای ممانعت از دستیابی آن به بمب اتمی و خواست مبرم مردم ایران است که خواهان تغییر تمامیت این رژیم هستند.»
روز چهارشنبه ۹ اردیبهشت ۱۳۹۴ مریم رجوی در جلسه استماع کمیته روابط خارجی کنگره آمریکا از طریق ویدئو کنفرانس به ایراد سخنرانی در مورد داعش پرداخت و با اعلام اینکه رژیم ایران منبع اصلی این پدیده شوم در منطقه و جهان است، راه‌حل نهایی آن را تغییر رژیم توسط مردم و شورای ملی مقاومت ایران دانست. رجوی دولت تهران را پدرخوانده داعش خواند. سخنرانی مریم رجوی با انتقاد دنیل بنجامین، مسئول سابق امور مبارزه با تروریسم و رابرت فورد سفیر سابق آمریکا در سوریه مواجه شد.
مریم رجوی ۱۴ آوریل ۲۰۱۷ (۲۵ فروردین ۱۳۹۶) با سناتور مک‌کین در آلبانی دیدار کرد. وی در این دیدار تأکید کرد که رژیم دینی حاکم بر ایران منبع اصلی تروریسم است.
در ژوئیه ۲۰۲۱ مریم رجوی در تظاهراتی که در اعتراض به انتخاب ابراهیم رئیسی به عنوان رئیس‌جمهور ایران در برلین ترتیب داده شده بود، سخنرانی کرد و رئیسی را عامل قتل‌عام ۳۰ هزار زندانی سیاسی در سال ۱۹۸۸ خواند.
در اردیبهشت ۱۴۰۱ مایک پمپئو، وزیر امور خارجه سابق ایالات متحده، طی دیداری با مریم رجوی در مقر اصلی مجاهدین خلق در اشرف ۳ حمایت خود را از رجوی و شورای ملی مقاومت ایران اعلام کرد.
مریم رجوی در ژوئیه ۲۰۲۳ در سفر به ایتالیا با ده‌ها نماینده پارلمان و سنای ایتالیا دیدار داشت. وی در جلسه غیرعلنی کمیته روابط خارجی ایتالیا سخنرانی کرد. طی این سفر دو مجلس ایتالیا از جمله اکثریت پارلمان این کشور از برنامه ۱۰ ماده‌ای مریم رجوی برای ایران پس از حکومت خامنه‌ای اعلام حمایت کردند. این طرح از حمایت و امضاء بیش از ۳۶۰۰ قانونگذار از حدود ۴۰ کشور، ۱۲۰ رئیس‌جمهور و نخست‌وزیر سابق در سراسر جهان و ۷۰ برنده جایزه نوبل برخوردار شده‌است.
در ۱۷ مه ۲۰۲۵ یک کنفرانس بین‌المللی با شعار «پیش به سوی جمهوری دموکراتیک» در مقر شورای ملی مقاومت ایران برگزار شد. در این اجلاس هیأتی بلندپایه از پارلمان بریتانیا، مقامات عالی‌رتبه اروپایی و بین‌المللی و نمایندگان ایرانیان مقیم خارج از کشور برای اعلام همبستگی شرکت داشتند و طی آن یک نسخه از اعلامیه پارلمانی جدید توسط هیأتی فراحزبی از بریتانیا با امضای بیش از ۵۰۰ عضو مجلسین پارلمان بریتانیا در حمایت از پلتفرم شورای ملی مقاومت ایران و طرح ۱۰ ماده‌ای مریم رجوی ارائه شد.

### اجلاس در ایتالیا
سخنرانی در پارلمان ایتالیا: در ۸ مرداد ۱۴۰۴ (۳۰ ژوئیه ۲۰۲۵)، کنفرانس «آینده ایران: نه دیکتاتوری مذهبی و نه مداخله نظامی خارجی، راه‌حل سوم برای تغییر» در سالن رجینا پارلمان ایتالیا با حضور مریم رجوی، نمایندگان پارلمان، سناتورها و شخصیت‌هایی مانند شارل میشل رئیس پیشین شورای اروپا و جولیو ترسی رئیس کمیته امور اروپا و سنای ایتالیا برگزار شد. مریم رجوی با محکوم کردن اعدام زندانیان سیاسی مجاهد خلق بهروز احسانی و مهدی حسنی، گفت: «این عمل وحشیانه بخشی از سرکوب مداوم است، جنایتی علیه جوانان ایرانی که تنها جرمشان آرزوی آزادی است.» و خواستار به‌رسمیت شناختن حق مردم ایران برای مقاومت شد. وی با ارائه برنامه ده‌ماده‌ای خود برای یک ایران دموکراتیک، غیرهسته‌ای و با برابری جنسیتی از جامعه جهانی خواست تا از سیاست مماشات دست بکشند و از مبارزه مردم ایران حمایت کنند.
سخنرانی در اجلاس جهانی ایران آزاد ۱۴۰۴، رم: در ۹ مرداد ۱۴۰۴ (۳۱ ژوئیه ۲۰۲۵)، مریم رجوی در اجلاس جهانی ایران آزاد در رم، سالن سالا دلا رجینا با حضور هواداران مقاومت ایران و شخصیت‌های بینالمللی سخنرانی کرد. رجوی حکومت ایران را در ضعیف‌ترین حالت خود توصیف کرد و بر نقش مقاومت سازمان‌یافته در تحول دموکراتیک تأکید نمود. او طرح خود برای یک ایران آزاد بدون اعدام، بدون حجاب اجباری و جدایی دین از دولت ارائه کرد و از جامعه جهانی خواست تا حق مقاومت مردم ایران را به‌رسمیت شناخته و از سیاست مماشات دست بکشند.
در این اجلاس تعدادی از شخصیت‌های بین‌المللی شرکت کننده ازجمله: شارل میشل، رئیس پیشین شورای اروپا؛ ماتئو رنتسی، نخست‌وزیر سابق ایتالیا؛ میشل آلیو-ماری، وزیر امور خارجه، دفاع، کشور و دادگستری سابق فرانسه؛ جیمز کلورلی، وزیر امور خارجه و وزیر کشور سابق بریتانیا؛ رودی جولیانی، شهردار سابق نیویورک؛ اینگرید بتانکورت، نامزد سابق ریاست جمهوری کلمبیا و تعدادی از اعضای پارلمان و سنای ایتالیا سخنرانی کردند. این رویداد بر حمایت از نقشه راه دموکراتیک شورای ملی مقاومت ایران و طرح ده ماده‌ای مریم رجوی تأکید کرد.
شرکت در کمیسیون حقوق بشر سنای ایتالیا: به دعوت کمیسیون حقوق بشر سنای ایتالیا، مریم رجوی ضمن حضور در جلسه این کمیسیون، در مورد سیاست ایران و نقض حقوق بشر توسط حکومت ایران مورد استماع قرار گرفت و گواهی داد. این استماع به صورت رسمی و مستقیماً توسط سایت سنا پخش شد.
نمایشگاه علیه اعدام و یادبود کشته‌شدگان: روز ۳۱ ژوئیه ۲۰۲۵ در میدان سانتی آپوستولی رم تجمع و نمایشگاه یادبودی برای کشته شدگان مجاهدین توسط حکومت ایران برگزار شد. مریم رجوی در این نمایشگاه حضور یافت و گفت: «درد زیاد، مبارزه زیاد، اما در نهایت ایران با مردم ایران و مقاومت ایران آزاد خواهد شد.»

### انتقال مجاهدین
با شدت گرفتن عملیات علیه مجاهدین در عراق و کشته و زخمی شدن تعداد زیادی از ساکنین قرارگاه اشرف (که اکنون تخلیه شده)، همچنین در پی موشک‌پرانی و خمپاره‌زنی‌های پیاپی به کمپ لیبرتی در سال ۱۳۹۴ ضرورت خروج مجاهدین از عراق بیش از پیش مطرح شد و مریم رجوی در یک کارزار بین‌المللی، ترتیبات انتقال را پیش برد و مجاهدین به اروپا منتقل شدند.

## بیانیه‌ها و موضع‌گیری‌ها
مریم رجوی معتقد است که «خلاصی از خطر اتمی و تروریسم حکومت ایران در خلاصی از تمامیت آن است.» و «تغییر دموکراتیک و پایان فاشیسم دینی» در ایران «لازمه صلح و دموکراسی و امنیت و ثبات در منطقه است.» وی خواستار تحریم دولت جمهوری اسلامی و قطع روابط تجاری و دیپلماتیک کشورها با این دولت است.
مریم رجوی به‌دنبال موج دستگیری‌های اعتراضات آبان ۱۳۹۸ ایران با اشاره به خطر شکنجه و اعدام بازداشت‌شدگان از سازمان ملل خواست به‌فوریت هیئت‌های تحقیق و حقیقت‌یاب را به ایران اعزام کند. وی تصریح کرد که رهبران حکومت ایران به‌خاطر ارتکاب جنایت علیه بشریت باید در برابر عدالت قرار گیرند.
بعد از ظهور داعش به عنوان یک نیروی شبه‌نظامی در عراق و سوریه، مریم رجوی، روحانیون حاکم بر ایران را از مؤسسان داعش نامید که بدین وسیله، اقدام به از بین بردن اهل تسنن عراق می‌نمایند.
مریم رجوی، پس از مرگ رئیسی گفت: این یک ضربه راهبردی تاریخی و جبران‌ناپذیر به رهبر آخوندها، علی خامنه‌ای و کل رژیم که به دلیل اعدام‌ها و قتل‌عام‌هایش بدنام است، می‌باشد. این یک سلسله پیامدها و بحران‌ها را در درون استبداد مذهبی ایجاد خواهد کرد. این امر جوانان شورشی را به اقدام کردن برمی‌انگیزد. نفرین مادران و عدالت‌خواهان اعدام‌شدگان همراه با لعنت خدا و خلق، بدرقه ابراهیم رئیسی، عامل بدنام کشتار زندانیان سیاسی در سال ۱۳۶۷ است.
مریم رجوی در آبان ۱۴۰۳ بدنبال افزاش اعدام‌ها توسط حکومت ایران، خواستار مداخله فوری بین‌المللی برای نجات جان افراد زیر اعدام شده و تأکید کرده است که تمامی روابط دیپلماتیک و اقتصادی با ایران مشروط به توقف اعدام‌ها باشد.
بدنبال صدور احکام اعدام ۵ آذر ۱۴۰۳ حکومت ایران برای شش زندانی سیاسی هوادار سازمان مجاهدین خلق ایران، مریم رجوی، گفت: «علی خامنه‌ای که به شدت تضعیف شده و در گوشه و کنار قرار گرفته، بیهوده به دنبال حفظ رژیم خود از طریق موجی از اعدام‌ها است.»
مریم رجوی پس از انتخابات ریاست جمهوری ۱۴۰۳ اظهار داشت: «انتخابات ساختگی دیکتاتوری مذهبی با تحریم گسترده ۸۸ درصد از واجدین شرایط رای دادن مواجه شد. این تحریم عزم ملت ایران و مقاومت ایران برای سرنگونی رژیم آخوندی و آزادی ایران را برجسته می‌کند.»
بدنبال سرنگونی بشار اسد، مریم رجوی سقوط بشار اسد را به ملت سوریه به ویژه جوانان انقلابی، زندانیان سیاسی و خانواده صدها هزار جان‌باخته انقلاب سوریه تبریک گفت و اظهار امیدواری کرد که «این پیروزی تاریخی سرآغاز دموکراسی، آزادی، رفاه و پیشرفت برای مردم برادر سوریه باشد.» وی افزود: «زمان سرنگونی رژیم آخوندها فرا رسیده است. عمق استراتژیک دیکتاتوری مذهبی در ایران اکنون فروپاشیده است و باید از همه کشورهای منطقه اخراج شود. رفع سلطه ولایت فقیه در عراق و کشورهای منطقه از خواسته‌های دیرینه مقاومت ایران بوده است. این مقدمه رهایی مردم ایران از شر فاشیسم مذهبی است.
بدنبال اعلام آتش‌بس جنگ اسرائیل و ایران، مریم رجوی در اول تیر ۱۴۰۴ گفت: «حالا دیگر خامنه‌ای باید برود. مردم ایران از پایان جنگ استقبال می‌کنند و صلح و آزادی می‌خواهند. خامنه‌ای مسول یک پروژه ضد ملی است که علاوه بر جان‌های بسیار، لااقل دو تریلیون دلار برای مردم ایران هزینه داشت و حالا دود شده است.» وی بار دیگر بر راه حل سوم تأکید کرد و گفت: «نه مماشات، نه جنگ، سرنگونی دیکتاتوری دینی به دست مردم و مقاومت ایران، پیش بسوی ایران آزاد و جمهوری دموکراتیک غیر اتمی با جدایی دین از دولت و برابری زن و مرد.»
مریم رجوی اعدام دو زندانی سیاسی مجاهد خلق، بهروز احسانی و مهدی حسنی را محکوم کرد و گفت: این وحشیگری تنها خشم و نفرت مردم ایران را شعله‌ورتر می‌کند و عزم جوانان شجاع ایران را برای پایان دادن به استبداد مذهبی دوچندان می‌کند. رجوی از سازمان ملل و تمامی کشورهای عضو آن خواست تا «اقدامات قاطعی علیه این جنایت وحشیانه انجام دهند و افزود: «زمان آن فرا رسیده که تصمیمات ملموس و مؤثری علیه این رژیم اعدام و شکنجه اتخاذ شود.»

## خانواده
مریم رجوی در یک خانواده مسلمان غیر سنتی متولد شد. برادرش (محمود) از اعضای قدیمی سازمان مجاهدین است و در زمان شاه زندانی سیاسی بود. خواهر بزرگتر وی (نرگس) که سال ۱۳۵۰ به سازمان پیوسته بود، در درگیری با ساواک کشته شد، خواهر دیگر وی (معصومه) دانشجوی مهندسی صنایع دانشگاه علم و صنعت تهران در سال ۱۳۶۱ توسط جمهوری اسلامی دستگیر و در حالی که باردار بود، اعدام شد. مریم در سال ۱۳۵۸ با مهدی ابریشمچی از مسئولان رده بالای سازمان مجاهدین ازدواج کرد، در سال ۱۳۶۳ مسعود رجوی «انقلاب ایدئولوژیک» در سازمان مجاهدین خلق را اعلام کرد و مریم را به عنوان رهبر مشترک سازمان معرفی نمود. مجاهدین از مسعود و مریم خواستند با یکدیگر ازدواج کنند تا «این انقلاب ایدئولوژیک را تقویت کنند» بدین ترتیب وی از مهدی ابریشمچی طلاق گرفت و با مسعود رجوی ازدواج کرد. مراسم رسمی ازدواج در ۲۹ خرداد ۱۳۶۴ در دفتر شورای ملی مقاومت در اُوِر سور آواز فرانسه برگزار شد. مریم رجوی یک دختر دارد که نامش اشرف است.

## آثار

### کتاب‌ها
- راهپیمایی بزرگ به سوی آزادی[۱۱۶]
- ایران فردا؛ دیدگاه‌های مریم رجوی[۱۱۷]
- نه حجاب اجباری، نه دین اجباری، نه حکومت اجباری[۱۱۸]
- زنان، اسلام و بنیادگرایی؛ مریم رجوی[۱۱۹]
- ایران بدون اعدام[۱۲۰]
- رژیم آخوندها در ایران، کانون بنیادگرایی و تروریسم[۱۲۱]
- آزادی، گوهر حقیقی اسلام[۱۲۲]
- زنان، نیروی تغییر[۱۲۳]
- همه برای آزادی[۱۲۴]
- به سوی آزادی[۱۲۵]

### مصاحبه‌ها
- مصاحبه مجله ال اسپانیول با مریم رجوی: رژیم ایران در بن‌بست است؛ تنها با سرکوب، خود را حفظ کرده‌است - ۱۹ بهمن ۱۳۹۸[۱۲۶][۱۲۷]
- مصاحبه روزنامه الیوم السابع مصر با مریم رجوی[۱۲۸][۱۲۹]
- مصاحبه روزنامه النهار با مریم رجوی، ۸ ژوئیه ۲۰۲۵[۱۳۰]
- مصاحبه فاکس‌نیوز با مریم رجوی، ۲۵ ژوئن ۲۰۲۵[۱۳۱]
- مصاحبه نیوزمکس با مریم رجوی، ۳۰ ژوئن ۲۰۲۵[۱۳۲]

## طرح ترور در گردهمایی ۲۰۱۸
در سال ۲۰۱۸، اسدالله اسدی، دیپلمات ایرانی مقیم وین، در پرونده‌ای که توجهات زیادی را به خود جلب کرد برای طراحی یک عملیات تروریستی علیه اجتماع ایرانیان به رهبری مریم رجوی، دستگیر شد. وی سپس محاکمه و به ۲۰ سال زندان محکوم شد. در این گردهمایی غیرنظامیان و افراد برجسته‌ای از کشورهای غربی که قرار بود سخنرانی کنند (از جمله رودی جولیانی، استیون هارپر و بیل ریچاردسون) نیز حضور داشتند. برخی رسانه‌ها اعلام کردند که به نظر می‌رسید هدف اصلی این طرح ترور مریم رجوی پرزیدنت شورای ملی مقاومت ایران بوده است.

## اتهام و واکنش مجاهدین
در تیر ماه سال ۱۳۸۹ دادگاهی در عراق حکم بازداشت مسعود و مریم رجوی و ۳۹ تن از اعضای سازمان مجاهدین خلق را به اتهام جنایت علیه بشریت صادر کرد. به ادعای دادگاه وجود شواهدی مبنی بر همکاری مسعود و مریم رجوی و سازمان مجاهدین خلق با صدام حسین در سرکوب شیعیان و مردم کردستان دلیل صدور حکم بوده‌است.
سازمان مجاهدین خلق ایران ضمن رد این اتهام اعلام کرد که این دادگاه عراقی تحت فشار دولت این کشور به ریاست نوری المالکی و در نزدیکی با حکومت جمهوری اسلامی ایران چنین حکمی را صادر کرده‌است. خبرگزاری رویترز از قول یکی از سخنگویان سازمان مجاهدین خلق «تصمیم دادگاه عراقی را تصمیمی سیاسی و آخرین هدیه دولت نوری المالکی به دولت ایران» توصیف کرد. به گزارش مجله تایم، مجاهدین خلق هرگونه کمک در سرکوب کردها و شیعیان را رد کرده است.

## جنجال‌ها
- در تاریخ ۳۱ خرداد ۱۳۸۶ پیام تبریکی در قالب یک آگهی خیرمقدم خانوادگی در کنار عکسی سیاه و سفید و قدیمی از مریم رجوی در روزنامه همشهری منتشر شد.[۱۴۱][۱۴۲]
- پس از آزادی مریم رجوی در فرانسه، روزنامه اقتصادی آسیا اقدام به درج عکسی از وی در صفحه اول نمود که منجر به لغو امتیاز و زندانی شدن مدیر روزنامه به این اتهام و اتهاماتی دیگر گردید. این در حالی بود که همان عکس در اخبار انگلیسی شبکه چهار سیمای جمهوری اسلامی به نمایش درآمده بود.[۱۴۳][۱۴۴][۱۴۵]
- در مهر ماه ۱۳۹۵ انجمن فارغ التحصیلان دانشگاه صنعتی شریف ایران در هفتمین دوره جشن دانش‌آموختگان این دانشگاه، کتاب معرفی فارغ‌التحصیلان این دوره را منتشر کرد که عکس مریم رجوی هم با عنوان «مریم قجر عضدانلو، ساکن فرانسه» در میان فارغ التحصیلان این دانشگاه منتشر شد. این اقدام واکنش‌هایی را از جانب نمایندگان مجلس و مقامات حکومت ایران بدنبال داشت و منجر به تعطیلی انجمن فارغ‌التحصیلان این دانشگاه و جمع‌آوری همه نشریات شد.[۱۴][۱۴۶][۱۴۷]

## نامزدی در انتخابات

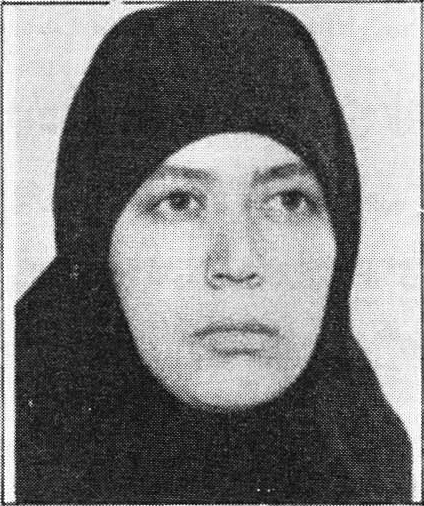
پوستر رجوی در انتخابات ۱۳۵۸

مریم رجوی در انتخابات مجلس شورای ملی (۱۳۵۸)، از سوی شورای معرفی نامزدهای انقلابی و ترقی خواه به عنوان یکی از کاندیداهای تهران معرفی شد.

## تاریخچه انتخاباتی
| سال  | انتخابات (حوزهٔ انتخابیه)                                      | آرا     | ٪    | رتبه       | نتیجه | منبع    |
| ---- | ------------------------------------------------------------- | ------- | ---- | ---------- | ----- | ------- |
| ۱۳۵۸ | انتخابات مجلس شورای اسلامی (۱۳۵۹–۱۳۵۸) (تهران، ری و شمیرانات) | ۲۲۱٫۸۳۱ | ۱۰٫۴ | شصت و هفتم | شکست  | [ ۱۴۸ ] |